# Bærum
Bærumⓘ là một đô thị ở hạt Akershus, Na Uy. Bærum đã được thành lập làm một đô thị ngày 1 tháng 1 năm 1838 (xem formannskapsdistrikt). Là một ngoại ô của Oslo, Bærum nằm ở bờ biển phía tây của thành phố này. Sandvika là trung tâm hành chính của Bærum.
Về mặt hành chính, Bærum được chia là 22 khu vực. Dân số mỗi khu vực vào thời điểm 1/1/2005:
| - Østerås-Eiksmarka: 3927 - Hosle north: 2973 - Voll: 4896 - Grav: 5624 - Hosle south: 4677 - Jar: 5793 - Lysaker: 3439 - Snarøya: 2807 - Stabekk: 6261 - Høvik: 4172 - Løkeberg-Blommenholm: 6863 - Haslum: 5286 |  | - Đông Bærumsmarka: 1936 - Sandvika-Valler: 4742 - Jong: 2762 - Slependen-Tanum: 7005 - Dønski-Rud: 3186 - Kolsås: 5185 - Rykkinn: 8971 - Kirkerud-Sollihøgda: 3449 - Bærums Verk: 7565 - Lommedalen: 3064 - N/A: 107 |